# Paulding (Ohio)
Paulding ist ein Village in und Verwaltungssitz von Paulding Countys, Ohio, Vereinigte Staaten. Paulding liegt überwiegend im Paulding Township. Der Ort hatte bei der Volkszählung 2000 3595 Einwohner.

## Geographie
Paulding liegt an der Einmündung der Ohio State Route 111 in den U.S. Highway 127 und Endpunkt der Ohio State Route 500. Die Gemeinde lag an der Cincinnati Northern Railroad, aber in den 1980er-Jahren wurde diese Eisenbahnstrecke aufgelöst. Es gibt auch einen kleinen Flughafen, den Paulding Airport, in ca. 3 km Entfernung nordöstlich des Zentrums der Gemeinde (FAA-Code 2H8).

## Geschichte
Paulding, gegründet 1848, liegt in der Mitte des Countys. 1872 wurde Paulding als eigene Gemeinde inkorporiert.
Benannt ist Paulding wie das übergeordnete County nach dem Bürgerkriegshelden John Paulding.
Bis ins späte 19. Jahrhundert war diese Region sumpfig und von großen Wasserflächen bedeckt. Die Ortschaft begann als Siedlung von zwei Familien und wuchs bis 1880 auf 454 Einwohner an. Als es gelang, große Teile des Great Black Swamp trockenzulegen und landwirtschaftlich nutzbar zu machen, stieg die Bevölkerung schnell auf über 1800 an.
In Paulding entstand eine holzverarbeitende Industrie, die die Ressourcen der umliegenden Wälder nutzte.